# Patrera
Genre
Patrera est un genre d'araignées aranéomorphes de la famille des Anyphaenidae.

## Distribution
Les espèces de ce genre se rencontrent en Amérique du Sud et en Amérique centrale.

## Liste des espèces
Selon World Spider Catalog (version 22.5, 18/07/2021) :
- Patrera anchicaya Martínez, Brescovit, Villarreal & Oliveira, 2021
- Patrera apora (Chamberlin, 1916)
- Patrera armata (Chickering, 1940)
- Patrera auricoma (L. Koch, 1866)
- Patrera barbacoas Martínez, Brescovit, Villarreal & Oliveira, 2021
- Patrera bonaldoi Martínez, Brescovit, Villarreal & Oliveira, 2021
- Patrera borjai Martínez, Brescovit, Villarreal & Oliveira, 2021
- Patrera boteroi Martínez, Brescovit, Villarreal & Oliveira, 2021
- Patrera carvalhoi Martínez, Brescovit, Villarreal & Oliveira, 2021
- Patrera chucurui Martínez, Brescovit, Villarreal & Oliveira, 2021
- Patrera cita (Keyserling, 1891)
- Patrera concolor (Keyserling, 1891)
- Patrera danielae Martínez, Brescovit, Villarreal & Oliveira, 2021
- Patrera dawkinsi Martínez, Brescovit, Villarreal & Oliveira, 2021
- Patrera dentata Martínez, Brescovit, Villarreal & Oliveira, 2021
- Patrera dimar Martínez, Brescovit, Villarreal & Oliveira, 2021
- Patrera dracula Martínez, Brescovit, Villarreal & Oliveira, 2021
- Patrera florezi Martínez, Brescovit, Villarreal & Oliveira, 2021
- Patrera fulvastra Simon, 1903
- Patrera hatunkiru Dupérré & Tapia, 2016
- Patrera kuryi Martínez, Brescovit, Villarreal & Oliveira, 2021
- Patrera lauta (Chickering, 1940)
- Patrera longipes (Keyserling, 1891)
- Patrera longitibialis Martínez, Brescovit, Villarreal & Oliveira, 2021
- Patrera opertanea (Keyserling, 1891)
- Patrera pellucida (Keyserling, 1891)
- Patrera perafani Martínez, Brescovit, Villarreal & Oliveira, 2021
- Patrera perijaensis Martínez, Brescovit, Villarreal & Oliveira, 2021
- Patrera philipi Dupérré & Tapia, 2016
- Patrera platnicki Martínez, Brescovit, Villarreal & Oliveira, 2021
- Patrera procera (Keyserling, 1891)
- Patrera puta (O. Pickard-Cambridge, 1896)
- Patrera quillacinga Martínez, Brescovit, Villarreal & Oliveira, 2021
- Patrera quimbaya Martínez, Brescovit, Villarreal & Oliveira, 2021
- Patrera ramirezi Martínez, Brescovit, Villarreal & Oliveira, 2021
- Patrera recentissima (Keyserling, 1891)
- Patrera rubra (F. O. Pickard-Cambridge, 1900)
- Patrera sampedroi Martínez, Brescovit, Villarreal & Oliveira, 2021
- Patrera shida Dupérré & Tapia, 2016
- Patrera stylifera (F. O. Pickard-Cambridge, 1900)
- Patrera suni Dupérré & Tapia, 2016
- Patrera sutu Martínez, Brescovit, Villarreal & Oliveira, 2021
- Patrera tensa (Keyserling, 1891)
- Patrera teresopolis Oliveira & Brescovit, 2021
- Patrera virgata (Keyserling, 1891)
- Patrera witsu Dupérré & Tapia, 2016
- Patrera wiwa Martínez, Brescovit, Villarreal & Oliveira, 2021
- Patrera yukpa Martínez, Brescovit, Villarreal & Oliveira, 2021

## Publication originale
- Simon, 1903 : « Descriptions d'arachnides nouveaux. » Annales de la société entomologique de Belgique, vol. 47, p. 21-39 (texte intégral).